# Tanaecia sumatrana
Tanaecia sumatrana är en fjärilsart som beskrevs av Hans Fruhstorfer 1913. Tanaecia sumatrana ingår i släktet Tanaecia och familjen praktfjärilar. Inga underarter finns listade i Catalogue of Life.